# الحصن (ملحان)

تعديل مصدري - تعديل

الحصن هي إحدى قرى عزلة بني علي بمديرية ملحان التابعة لمحافظة المحويت، بلغ تعداد سكانها 239 نسمة حسب تعداد اليمن لعام 2004م.